# Renaissance Tower

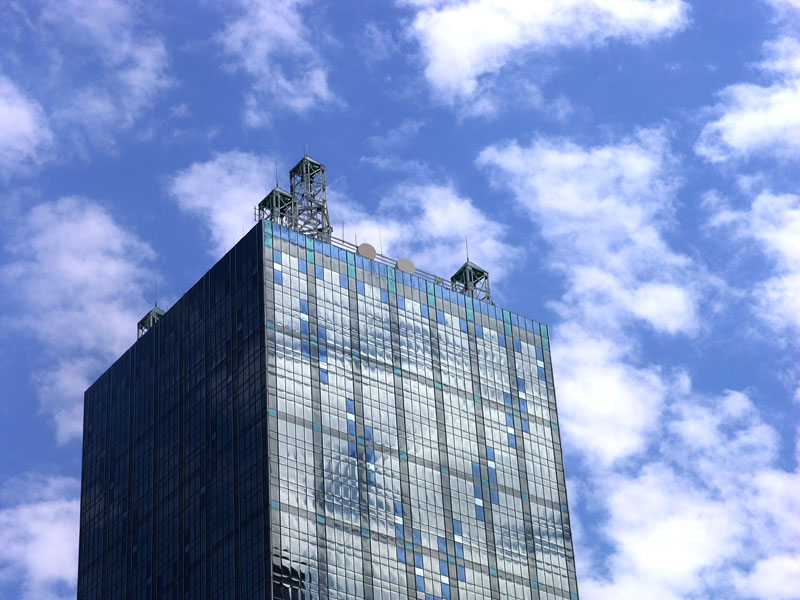
The top of Renaissance Tower from the west

Renaissance Tower là một tòa nhà cao tầng tại Dallas, tiểu bang Texas, Hoa Kỳ. Tòa nhà này được xây xong năm 1974, cao 270 m, có 56 tầng. Tòa nhà nằm ở 1201 Elm Street ở trung tâm thành phố Dallas, Texas. Đây là tòa nhà cao thư hai ở thành phố Dallas (nếu không tính mái nóc và ăng ten thì tòa nhà này cao thứ 5 ở Dallas). Tòa nhà này cao thứ 5 ở Texas và cao thứ 23 ở Hoa Kỳ. Đến năm 2008, đây là tòa nhà cao thứ 67 thế giới. Hãng thiết kế là Hellmuth, Obata and Kassabaum, và được cách tân bởi các kiến trúc sư của hãng Skidmore, Owings and Merrill năm 1986.